# Stellognatha
Stellognatha is een kevergeslacht uit de familie van de boktorren (Cerambycidae). De wetenschappelijke naam van het geslacht werd voor het eerst geldig gepubliceerd in 1835 door Dejean.

## Soorten
Stellognatha is monotypisch en omvat slechts de volgende soort:
- Stellognatha maculata (Olivier, 1795)